# Communauté d'agglomération de Brive
Ne pas confondre avec la Communauté d'agglomération du bassin de Brive, structure intercommunale qui lui a succédé en 2014, ni avec le CAB (Club athlétique Brive Corrèze Limousin), club de rugby à XV de Brive.

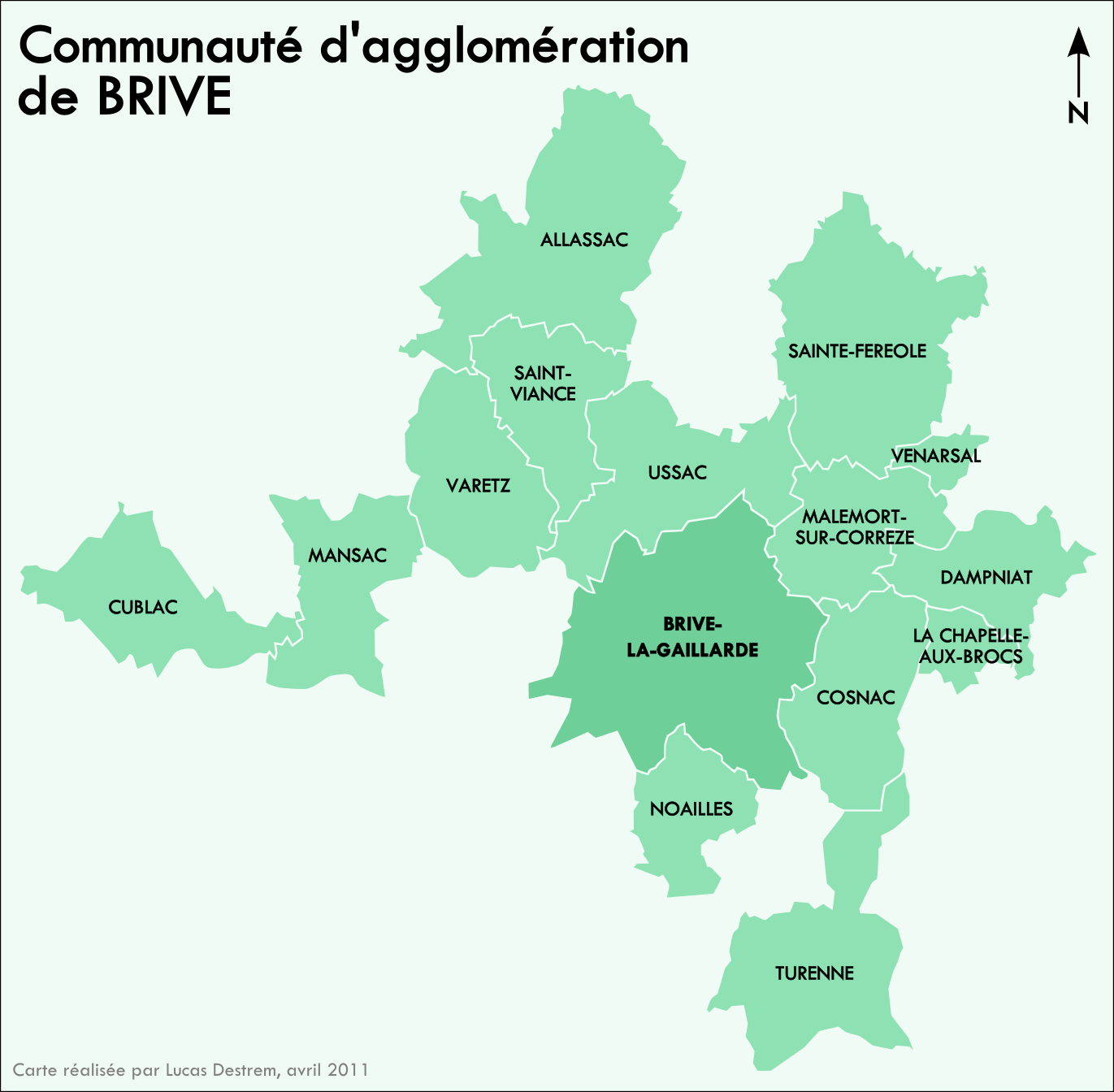
Carte de la CAB

La communauté d'agglomération de Brive (CAB) est une ancienne communauté d'agglomération française, située dans le département de la Corrèze et la région Limousin.

## Histoire

Logo de la CAB jusqu'en 2010

Érigée en 1992, l’intercommunalité a été réaménagée en profondeur par la loi du 12 juillet 1999 (dite « Loi Chevènement »), relative au renforcement et à la simplification de la coopération intercommunale. 
Cette loi, clarifiant les statuts de l’intercommunalité et renforçant sa cohérence, marque la naissance des communautés d’agglomération. Une communauté d'agglomération est un établissement public de coopération intercommunale (EPCI) qui constitue un ensemble d'au moins 50 000 habitants avec une ville centre d'au moins 15 000 habitants.
Première communauté d'agglomération à taxe professionnelle unique du Limousin, la communauté d'agglomération de Brive (AGGLO de Brive), créée le 28 décembre 2001, est composée de 15 communes formant ensemble un bassin de vie de 80 000 habitants, soit un tiers de la population du département. Ce nombre n'est pas figé puisque la communauté peut décider d'accepter en son sein une ou plusieurs municipalités supplémentaires. Ces communes s’unissent autour d’une même volonté de mettre en place des actions plus performantes et plus efficaces pour leurs habitants.
En 2012, la commune de Voutezac y adhère à son tour.
Au 1er janvier 2014, elle fusionne avec les communautés de communes de Juillac-Loyre-Auvézère, du Pays de l'Yssandonnais, des Portes du Causse, Vézère-Causse, ainsi que quatre des six communes de la Communauté de communes des trois A : A20, A89 et Avenir, et les communes isolées d'Ayen et Segonzac pour former la communauté d'agglomération du bassin de Brive.

## Composition
Elle regroupait 16 communes à sa disparition, le 31 décembre 2013 :
| - Allassac - Brive-la-Gaillarde - La Chapelle-aux-Brocs - Cosnac - Cublac - Dampniat | - Malemort-sur-Corrèze - Mansac - Noailles - Sainte-Féréole - Saint-Viance | - Turenne - Ussac - Varetz - Venarsal - Voutezac |

## Compétences
- Développement économique
- Aménagement de l'espace communautaire
- Transports
- Équilibre social de l'habitat
- Politique de la ville
- Voirie d'intérêt communautaire
- Assainissement
- Déchets ménagers
- Protection et mise en valeur de l'environnement
- Eau